# ميخائيل مالكوم
ميخائيل مالكوم (بالإنجليزية: Michael Malcolm)‏ (13 أكتوبر 1985 في المملكة المتحدة - ) هو لاعب كرة قدم بريطاني في مركز الهجوم. لعب مع روشدين ودايموندز وستوكبورت كونتي ونادي فارنبوروه ونادي كرولي تاون ونادي ليويس وميدنهد يونايتد ‏ ونادي كيترينغ تاون ونادي بروملي وهايز وييدينغ يونايتد ‏ وسانت ألبانز سيتي وكراي واندررز ونادي ويموث ونادي وايتهوك ونادي ويلدستون لكرة القدم.

## وصلات خارجية
- ميخائيل مالكوم على موقع قاعدة بيانات كرة القدم.إي يو (الإنجليزية)
- ميخائيل مالكوم على موقع Soccerbase.com (لاعب) (الإنجليزية)